# Valged Ööd
Valged Ööd è il secondo singolo estratto dall'album Rockefeller Street della cantante estone Getter Jaani.
Il singolo, pubblicato il 22 maggio 2011, è un pezzo electropop che vede la partecipazione del cantante estone Koit Toome. Il brano è riuscito a raggiungere la numero 1 nella classifica estone.

## Tracce
- Download digitale - singolo

1. Valged Ööd (Radio Version) – 3:49

## Classifiche
| Classifica (2011) | Posizione |
| ----------------- | --------- |
| Estonia           | 1         |